# The Big Bad Wolf
The Big Bad Wolf é um curta-metragem de animação lançado em 1934, como parte da série Silly Symphonies. Foi dirigido por David Hand e produzido por Walt Disney. É uma sequência de Three Little Pigs (1933), este curta também é uma adaptação do conto de fadas Chapeuzinho Vermelho, com o personagem Lobo Mau de Os Três Porquinhos.